# Haus der Milchwirtschaft

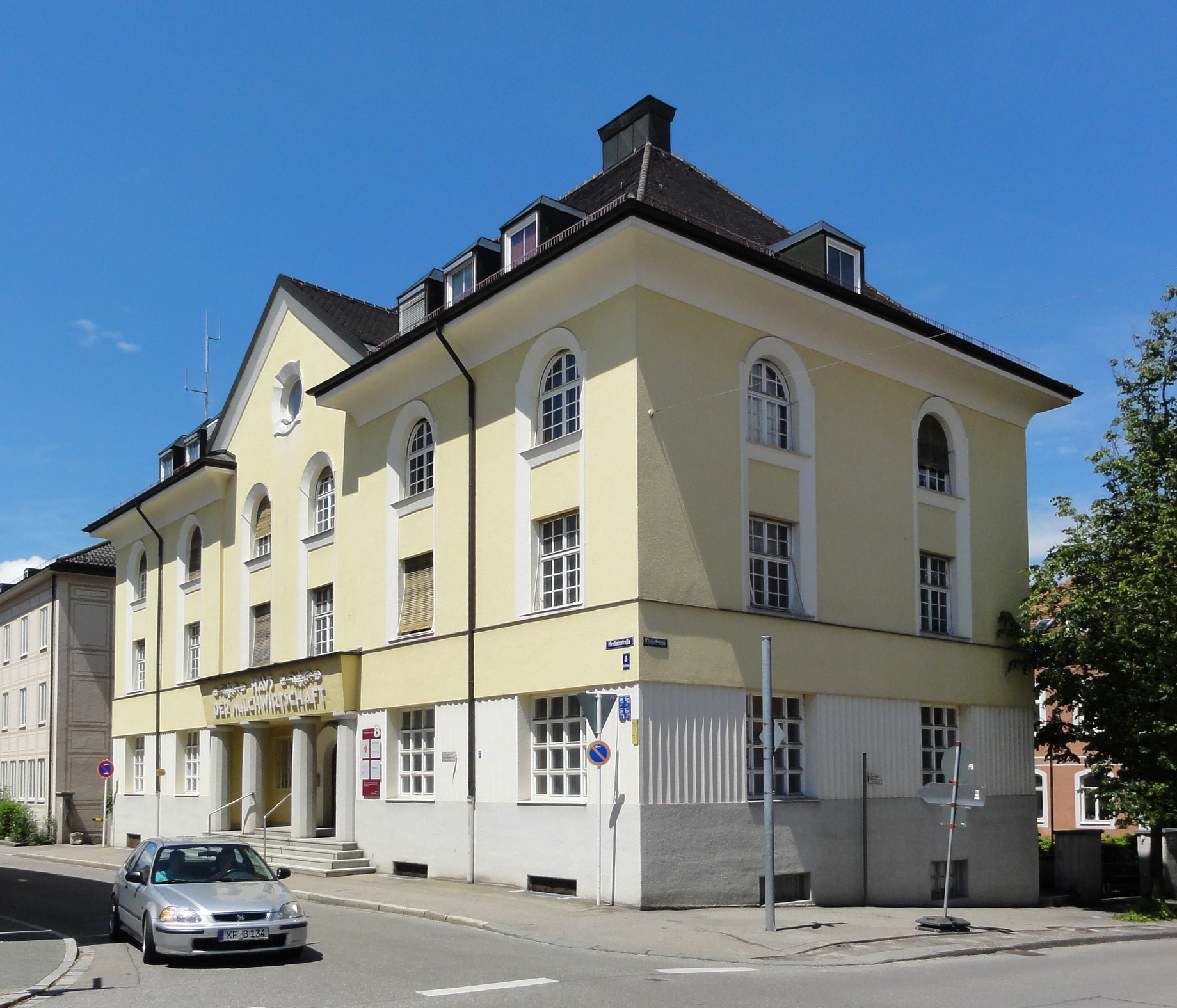
Haus der Milchwirtschaft

Das ehemalige Haus der Milchwirtschaft ist ein denkmalgeschütztes Bauwerk mit der Anschrift Hirnbeinstraße 8, früher Wörthstraße, in der kreisfreien Stadt Kempten (Allgäu).

## Geschichte
Es wurde 1924/25 vom Kemptener Architekten Otto Heydecker errichtet und diente der lokalen Landwirtschaft; darunter der Milchwirtschaftliche Verein Allgäu, Milchwirtschaftliche Untersuchungsanstalt, der Allgäuer Bauernbund und der Kreismolkereirat.
1980 bis 2004 befand sich in dem Gebäude die Süddeutsche Butter- und Käse-Börse, die von 1921 bis 1980 im Kornhaus ihre Räume hatte. 2004 zog sie in einen Neubau im Stadtteil Bühl. Auch die Milchwirtschaftliche Untersuchungs- und Versuchsanstalt (MUVA) zog 2004 in diese neuen Räumlichkeiten mit dem Namen Haus der Milch um.

## Beschreibung
Bei dem Gebäude handelt es sich um einen Walmdachbau mit rückwärtigem Anbau und Giebel. Die Formgestaltung ist modern-sachlich und enthält klassizistische Elemente. Der Eingangsbereich besteht aus vier kannelierten Säulen, worüber sich die Aufschrift Haus der Milchwirtschaft befindet. Die Fenster sind in durchgehenden Fensternischen verbaut.